# Małgorzata Walentynowicz
Małgorzata Walentynowicz (ur. 13 września 1979 w Gdańsku) – polska pianistka i pedagog.

## Życiorys
Absolwentka Szkoły Muzycznej II st. im. Fryderyka Chopina w Gdańsku-Wrzeszczu (1999, dyplom z wyróżnieniem), Akademii Muzycznej im. Stanisława Moniuszki w Gdańsku w klasie fortepianu Bogdana Czapiewskiego, Hochschule für Musik und Theater w Hanowerze (w klasie Gerrita Zitterbarta) oraz Hochschule für Musik und Darstellende Kunst w Stuttgarcie (studia w zakresie interpretacji muzyki współczesnej pod kierunkiem Nicolasa Hodgesa), którą ukończyła z wyróżnieniem w 2009.
Była stypendystką Rządu Republiki Francuskiej, Ministra Kultury i Dziedzictwa Narodowego RP, Prezydenta Miasta Gdańska, Marszałka Województwa Pomorskiego, Towarzystwa im. Fryderyka Chopina oraz Fundacji Alfred Töpfer Stiftung z Hamburga.
Mieszka i pracuje w Polsce oraz Niemczech.

### Kariera artystyczna
Uczestniczyła w wielu prawykonaniach utworów muzyki współczesnej. Wykonuje utwory wykorzystujące elektronikę, samplery i multimedia, jak również kompozycje z elementami teatru muzycznego i sztuki performance. Koncertuje solo, z orkiestrami oraz z zespołami kameralnymi. Jest pianistką w zespole Ensemble Garage z Kolonii oraz New European Ensemble z Hagi.
Występowała w wielu krajach podczas najbardziej cenionych festiwali muzyki współczesnej m.in. na festiwalu Warszawska Jesień, Musica Electronica Nova i Musica Polonica Nova we Wrocławiu, Sacrum Profanum, Poznańska Wiosna Muzyczna, Dni Muzyki Nowej w Gdańsku, Neoarte, Ultraschall i MaerzMusik w Berlinie, Acht Brücken w Kolonii, Klangspuren w Innsbrucku, ECLAT Stuttgart, Rainy Days w Luxemburgu, Musica Strasbourg, Letnich Kursach Nowej Muzyki w Darmstadt, SPOR w Aahrus, KLANG, ISCM World New Music Days, Huddersfield Contemporary Music Festival, Tzlil Meudcan w Tel Aviwie.
Wystąpiła w USA na zaproszenie Harvard University USA (zaproszenie Harvard Group for New Music), a także na zaproszenie uniwersytetów w Miami, UNT North Texas, Illinois i Urbana Champagne.
Jako solistka współpracowała z orkiestrą Filharmonii Narodowej, Orkiestrą Polskiego Radia w Warszawie, Polską Orkiestrą Sinfonia Iuventus, Sinfonią Varsovią, Orkiestrą Muzyki Nowej, Illinois Modern Ensemble i Ensemble Neofonia.
Dokonała nagrań dla wytwórni WERGO, DUX, Genuin (płyta otrzymała w 2017 roku nagrodę niemieckich krytyków muzycznych), Bôłt Records oraz polskich i niemieckich rozgłośni radiowych.

### Działalność naukowa i pedagogiczna
Uczyła wykonawstwa muzyki współczesnej w Hochschule für Musik und Theater w Hanowerze. Od 2010 wykłada w Akademii Muzycznej w Gdańsku (współczesna partytura instrumentalna, praktyka współczesnej muzyki fortepianowej). W 2015 obroniła tamże doktorat w zakresie sztuk muzycznych (dysertacja: „Twórczość fortepianowa Pierra Jodlowskiego w kontekście muzyki elektronicznej”; promotor Zygmunt Krauze). W 2018 roku uzyskała stopień doktora habilitowanego, od 2022 pracuje na stanowisku profesora Akademii Muzycznej w Gdańsku.

## Nagrody
- 2006 – nagroda Stipendienpreis za interpretacje Etiudy Pawła Szymańskiego podczas 43. Międzynarodowych Letnich Kursach Nowej Muzyki w Darmstadcie
- 2009 – I nagroda na 37. Międzynarodowym Konkursie „Gaudeamus” dla wykonawców muzyki współczesnej (International Gaudeamus Interpreters Competition 2009) w Amsterdamie (Holandia)[6] za wykonanie Les travaux et les jours Tristana Muraila, Strides Theo Loevendiego, A piacere Kazimierza Serockiego, Klavierstück 5 (Tombeau) Wolfganga Rihma, Two Thoughts about the Piano Elliotta Cartera oraz Suity op. 25 Arnolda Schönberga
- 2009 – Pomorska Nagroda Artystyczna „Pomorska nadzieja artystyczna”[7]
- 2009 – nagroda „Sztorm Roku 2009” w dziedzinie muzyki poważnej[8]
- 2009 – Nagroda Miasta Gdańska dla Młodych Twórców w Dziedzinie Kultury[9]
- 2010 – I nagroda w konkursie Yvar Mikhashoff Trust for New Music w Buffalo (USA) – wspólnie z niemiecką kompozytorką Birke Bertelsmeier.
- 2017 – Nominowana do Classical:NEXT Innovation Award 2017[10] w Rotterdamie
- 2014, 2019 – Stypendium Kulturalne Miasta Gdańska
- 2014, 2019, 2020 – Stypendium Marszałka Województwa Pomorskiego